# Byzanz an der Donau
Byzanz an der Donau ist ein geflügeltes Wort unter Archäologen, vergleichbar den „Vandalen vor Rom“ und wird als Arbeitshypothese von einer Forschungsrichtung vor allem österreichischer und ungarischer frühgeschichtlicher Archäologen vertreten.
Hierunter wird nicht etwa die Anwesenheit byzantinischen Militärs in den Kastellen an der Donau verstanden, sondern die zunehmende kulturelle Hinwendung des östlichen Mitteleuropas zum Byzantinischen Reich zwischen dem 6. und 10. Jahrhundert. Nach dem Untergang des weströmischen Reiches werden die kulturellen Impulse aus dem Westen schwächer. Stattdessen empfangen die Gebiete des nachmaligen Ungarn, der Slowakei, Rumäniens und des gesamten Balkanraumes starke kulturelle Impulse aus dem Osten. Dies äußert sich während der awarischen Epoche (Ende 6. bis 9. Jahrhundert) in der materiellen Kultur, zum Beispiel bei Frauenschmuck und Männergürteln, die Bezüge in den Mittelmeerraum aufweisen, aber auch beispielsweise in griechischen christlichen Inschriften auf Fibeln; das ist eine Art Brosche zum Verschließen eines Gewandes. Zur Zeit des Großmährischen Reiches (ab 8. Jahrhundert) manifestiert sich der byzantinische Einfluss im Bereich der orthodoxen Missionierung und in griechisch geprägten Kirchenbauten in den Verwaltungszentren des Großmährischen Reiches. Die frühere ungarische Forschung ging immer davon aus, dass jedes Mal, wenn sich das archäologische Fundgut änderte, eine neue Welle von „Barbaren“ nach Europa hineingebrandet war. Die materielle Kultur im Westen (Merowinger) unterscheide sich fundamental von der im Osten (Slawen/Awaren).
Die Herleitung eines Teils des awarischen Fundmaterials aus dem byzantinischen Raum stellt nach Auffassung der Vertreter dieser archäologischen Schule einen großen Fortschritt gegenüber den Wanderungstheorien von immer neuen Völkerschaften dar, wie sie im 19. und 20. Jahrhundert als herrschende Lehrmeinung vertreten wurden. Dennoch wurde die These von Ellen Riemer wegen Unschärfen der Nomenklatur (Byzantinisch, Italo-Byzantinisch) angegriffen.
Wichtige Arbeiten zu diesem Thema stammen von dem Professor der Ur- und Frühgeschichte an der Universität Wien, Falko Daim (vor allem: Die Awaren am Rande der byzantinischen Welt), und von der ungarischen Archäologin Éva Garam. Daneben existiert eine gleichnamige Arbeit von Eric Breuer, die jedoch primär Fragen der Chronologie des Kleinfundmaterials gewidmet ist. Auch Breuer vertritt die These, dass man von einer „Byzantinisierung der Alltagskultur der vormals westlich-romanisch geprägten Territorien der früheren römischen Provinzen an mittlerer und unterer Donau“ als Epochenwechsel sprechen könne, von einem Epochenwechsel von romanisierten Germanen zu graecisierten Slawen.